# Моші (Махараштра)
Моші — передмістя міста Пімпрі-Чинчвад, округ Пуне, штат Махараштра. 
В Моші перетинаються дороги Пуне — Нашік (National Highway 218) та Деху — Аланді. До Моші пролягають автобусні маршрути підприємств «Maharashtra State Road Transport Corporation» та «Pune Mahanagar Parivahan Mahamandal Limited». Поруч протікає річка Індраяні.

## Принагідно
- Moshi, (Maharashtra) Map [Архівовано 24 квітня 2016 у Wayback Machine.]
- Why Moshi in Pimpri-Chinchwad attracting real estate investors [Архівовано 10 грудня 2015 у Wayback Machine.]

| Індія | Це незавершена стаття з географії Індії. Ви можете допомогти проєкту, виправивши або дописавши її. |